# Tecnofibra
Tecnofibra war ein brasilianischer Hersteller von Automobilen.

## Unternehmensgeschichte
Fernando Pinheiro dos Santos, der bereits 1966 ein Fahrzeug entwarf, gründete 1972 das Unternehmen in Rio de Janeiro. Er begann mit der Produktion von Automobilen und Kit Cars. Der Markenname lautete Play Bug. Bereits im ersten Jahr wurden 40 Fahrzeuge verkauft. Nach einigen Unterbrechungen endete 1980 die Produktion endgültig.
Ein anderes Unternehmen aus dem gleichen Ort setzte die Produktion eines Modells unter der Marke Bravo fort.

## Fahrzeuge
Das erste Modell war ein VW-Buggy ohne zusätzliche Modellbezeichnung. Auf ein um 35 cm gekürztes Fahrgestell von Volkswagen do Brasil wurde eine offene türlose viersitzige Karosserie aus Fiberglas montiert. Ungewöhnlich war der Verzicht auf eine Überrollvorrichtung. Ein luftgekühlter Vierzylinder-Boxermotor im Heck trieb die Hinterräder an.
Ende 1972 folgte der M-73. Dieser Buggy war im vorderen Bereich 10 cm länger und hatte zwei Türen.